# Los cantos de Hyperion
Los cantos de Hyperion (título original: The Hyperion Cantos) es un ciclo de ciencia ficción, a modo de historia épica, escrito por Dan Simmons. Este ciclo está formado por cuatro novelas: 
- Hyperion (Hyperion, 1989),
- La caída de Hyperion (The Fall of Hyperion, 1990),
- Endymion (Endymion, 1995) y
- El ascenso de Endymion (The Rise of Endymion, 1997); inspirados en el mismo universo, además, el autor ha escrito dos relatos cortos: Orphans of The Helix y The Death of the Centaur.

Desde un punto de vista estricto, el primer texto de Dan Simmons sobre este universo es el relato corto llamado Remembering Siri; sin embargo, este texto fue incluido posteriormente dentro de la primera novela, Hyperion.
El ciclo de Hyperion se divide tradicionalmente en dos partes:
- Los Cantos de Hyperion, o Ciclo de la Caída, para los dos primeras novelas (Hyperion y la La Caída de Hyperion)
- Los Viajes de Endymion, o Ciclo del Ascenso, para las otras dos (Endymion y El Ascenso de Endymion)

## Apertura del ciclo: Hyperion y La Caída de Hyperion
Los Cantos de Hyperion de Dan Simmons cuentan la historia de una humanidad en peligro en donde su suerte y su destino se juega en el planeta Hyperion. Siguiendo evidentemente el símil de la Caída de los Titanes por parte de los Dioses olímpicos, las dos primeras partes describen la lenta preparación del cataclismo y Caída del hombre que cristalizará en una nueva era para la humanidad. 
La obra es también un claro homenaje a la figura de John Keats y sus dos libros homónimos (el poema inconcluso Hyperion y The Fall of Hyperion: A Dream), que versan precisamente sobre la Titanomaquia.

### Hyperion
Hyperion es la primera novela del ciclo. Posee una estructura narrativa similar a Los Cuentos de Canterbury de Geoffrey Chaucer. La historia narra la epopeya de un grupo de viajeros enviados en peregrinación a las Tumbas de Tiempo en el planeta Hyperion. Cada peregrino expone su historia y el entramado de todas ellas va presentando la compleja sociedad en la que viven y a la que tal vez consigan salvar.
Véase Hyperion

### La Caída de Hyperion
Este libro concluye la historia de la peregrinación comenzada en Hyperion cuando los viajeros se acercan a las Tumbas de Tiempo. Se abandona la estructura narrativa del primer volumen en aras de una estructura narrativa cronológica y especulativa más convencional. 
Véase La Caída de Hyperion

### El Trasfondo deLos Cantos

#### Análisis Temático
Los Cantos de Hyperion de Dan Simmons son una estructura narrativa compleja, con un trasfondo mucho más amplio que la propia historia de los protagonistas. Literatura dentro de literatura, la obra está concebida a modo de planos temáticos que van convergiendo hasta aflorar en aquellos puntos que en los que el autor pretende hacer una especial reflexión. 
Para ampliar la información de este punto, véase El Trasfondo de Los Cantos de Hyperion.

#### La Problemática de los Peregrinos
Más allá de las aventuras que corren los personajes principales de la Obra (véase Hyperion) un análisis más detallado de sus historias, revela una complejidad en donde afloran los distintos planos temáticos y narrativos de los que se sirve Simmons para sacar a la luz refexiones y metáforas de alto calado.
Para ahondar en este punto, consúltese La Problemática de los Peregrinos de Hyperion.

## Cierre del ciclo: Endymion y El Ascenso de Endymion
El ciclo de Los cantos concluye con los llamados Viajes de Endymion. En esta segunda parte, se narran en dos novelas los hechos posteriores a la Caída del hombre y los convulsos pasos de una sociedad humana situada en la encrucijada por volver a las viejas y cómodas inercias de control y dominación del pasado o la posibilidad de elegir su destino y un nuevo papel en el universo, evolucionando hacia una nueva Era del hombre. 
Continúa el homenaje a John Keats, haciendo una referencia directa a su poema homónimo Endymion.

### Endymion
La historia comienza 272 años después de los eventos relatados en las dos primeras novelas. Después de la Caída, el universo humano ha vuelto a alcanzar cierta estabilidad bajo el gobierno de una teocracia católica llamada Pax. La novela Endymion introduce el personaje de Raúl Endymion, un antiguo pastor reconvertido a soldado, cuya misión principal es salvar y proteger a la niña llamada Aenea, la hija de Brawne Lamia que viaja desde el pasado por las Tumbas de Tiempo y que guarda terribles secretos y una misión que cumplir. 
Véase Endymion

### El Ascenso de Endymion
La última novela de los Cantos termina la historia comenzada en Endymion. Raúl descubre los secretos del pasado que encierra Aenea y comparte su misión y destino, en un nuevo y épico intento por concluir el tour de force por el destino final del alma humana que comenzó hace más de dos siglos con la última peregrinación a Hyperion.
Véase El Ascenso de Endymion

### Relatos
Por otro lado existe un relato corto, denominado "Huérfanos de la hélice", contenido en la antología Horizontes lejanos de Robert Silverberg.
- Datos: Q1213577